# Eupithecia vicariata
Eupithecia vicariata är en fjärilsart som beskrevs av Karl Dietze 1904. Eupithecia vicariata ingår i släktet Eupithecia och familjen mätare. Inga underarter finns listade i Catalogue of Life.